# Gas (Kansas)
Gas – miasto położone w hrabstwie Allen. Zostało założone w 1898 roku.